# 北京四合院
北京四合院是位于中国北京的四合院建筑。由于北京是四合院的发祥地，北京式四合院為各種變體中數量最多及最典型的一種，加上其於北京城內分佈密度極高，因此人们提起四合院通常就是指北京四合院。四合院现在已经和胡同一起，成为北京传统文化和民俗最具代表性的建築特色。
北京城保持了元大都时期的很多街道和建筑，其中就包括了四合院。因此可以说，四合院积淀了几百年来深厚的北京文化。从空中俯瞰北京城，可以看到一片灰瓦的房屋围着一个四方的院子。院子里绿葱葱的树木给灰色的房屋做点缀，也给四合院院里的人们提供了树荫。

## 特征

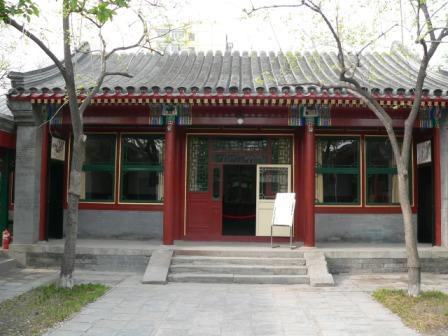
北京梅兰芳故居正房

与其他省份的四合院一样，北京四合院的基本结构也是四面住房包围中央的庭院，但在很多细节方面具有自己的特色。北京的胡同大多为东西走向，因而四合院多为南北向，这一特点在北京内城尤为明显。四合院大门通常开在四合院的东南方向，而不与正房相对。 如果四合院位于胡同（胡同通常东西向）南侧，院南边不临街，开不了院门，则在北房西边开门。
北京四合院中央的院落非常宽敞，且比较方正，这一点与山西四合院有着显著的区别。包围庭院的四组建筑相互独立，仅仅有廊联系，这也是北京四合院的特点。 此外，门楼、影壁、门墩等建筑细部也都有浓郁的北京特色。四合院大门有广亮大门、金柱大门、蛮子门、如意门等，房屋多用清水脊。

## 数量
历史上不同时期的四合院的数量並沒有系统的统计。清朝的《乾隆京城全图》记载当时有26000多座四合院。1980年代，北京市古代建筑研究所的统计显示当时四合院共6000多座，保存完好的有3000多座。北京市地方志编纂委员会办公室编写的《北京四合院志》（2016）则一共收录保存完好的四合院923座，《北京四合院志》还第一次统计了北京郊区（海淀、门头沟、房山、延庆、顺义、密云）的四合院数量，其中保存完好的近200座。

## 历史
北京四合院建筑规格早在辽代时就已经初步形成。元朝当时世祖忽必烈“诏旧城居民之迁京城者，以赀高（有钱人）及居职（在朝廷供职）者为先，乃定制以地八亩为一分”，分给前往大都的富商、官员建造住宅，由此开始了北京传统四合院住宅大规模形成时期。 1970年代初，北京后英房胡同出土的元代四合院遗址，可视为北京四合院的雏形。 后经明、清历代完善，逐渐形成北京特有的建筑风格。现在，四合院和胡同一起被认为是北京市井文化的象征。
中华人民共和国成立后，特别是文化大革命以后，随着四合院原主人被打倒和抄家，以及那个时代的住房压力，四合院被强占，或重新分配给多户人家。由于不适应多户人家，因此各家在院子里盖起了厨房、储物间等建筑，四合院也沦落成了大杂院。
除了一些成为大杂院的四合院外，一些保留完好的四合院通常成为公司和组织单位办公的场所，失去了居住的意义。有的甚至在四合院里办起了宾馆，如史家胡同的好园宾馆，后圆恩寺的友好宾馆等等。
由于四合院不再属于一户人家，以及维修不善，造成了北京老城区出现了很多危房。 除了危房的问题，还有老城区基础设施的陈旧，以及人口增长带来的住房压力的问题，北京市开始了危旧房改造（简称危改）的工程，政府把危改和房改结合在一起，引入了房地产商进行商业开发。

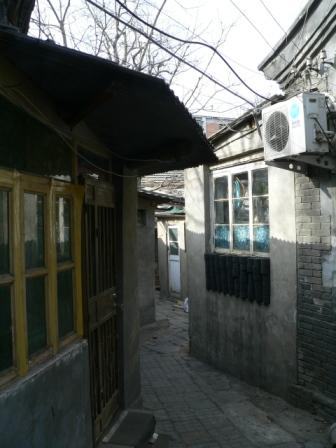
四合院里搭满了小屋
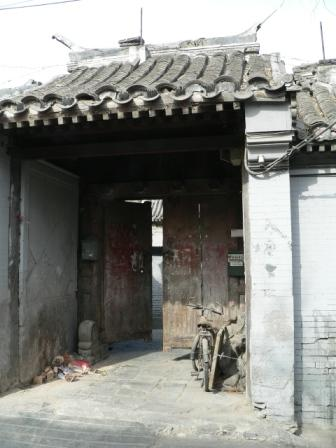
破旧失修的四合院
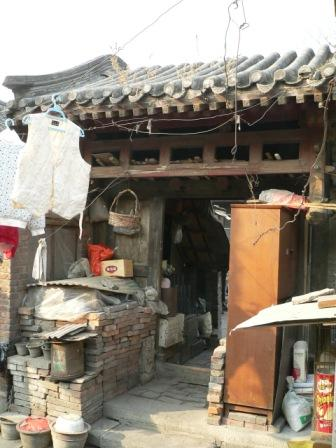
依稀可见的垂花门早已失去了当年的光彩
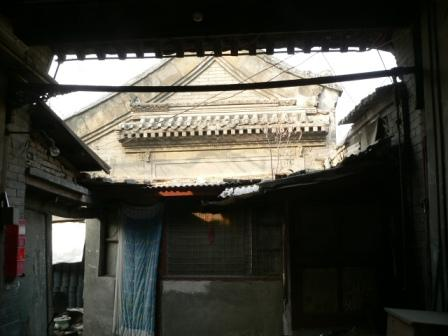
大门内的影壁已经被小屋遮盖住
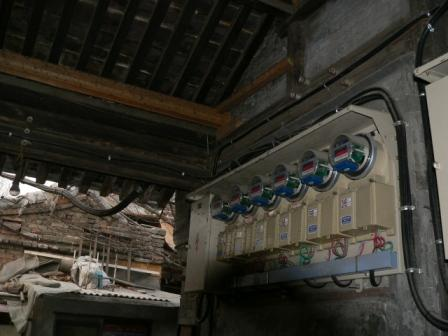
大门内安装的电表
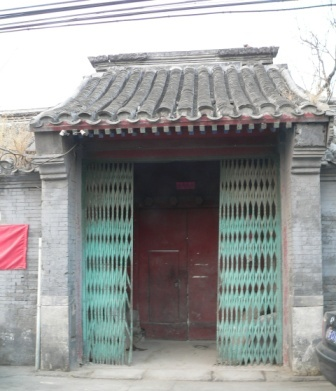
广亮大门外又安装了铁栅栏

除此以外，加密路网、拓宽道路、增建绿地等工程，都在挤压着四合院的生存空间。从此，四合院开始成片成片地被拆毁，如1998年拆除康有为的粤东新馆，2000年拆除赵紫宸故居，2004年拆除孟端胡同45号的清代果郡王府，2005年拆除曹雪芹故居，2006年拆除唐绍仪故居。 与此同时，一些四合院被列入北京市和各区县级的保护院落，但即使保存下来的四合院，也在高楼大厦四面的围合之中，成为现代化城市中的孤岛。
随着老城区保护的开展，一些原有四合院进行了改造，例如1990年由清华大学吴良镛教授主持的对北京菊儿胡同四合院的危改项目，在保留院落结构的基础上，将原有四合院的平房改为楼房，增加了厨房、卫生间等设施。该改造工程获得了联合国的世界人居奖。 北京南池子危改中，也将部分四合院房屋改成两层，并修建了地下车库。2006年，北京市公布了《北京四合院建筑要素图》，作为对四合院保护、修缮、翻建、改建的参考依据。

## 著名例子
游览北京的胡同和四合院已经成为北京旅游的一个独具特色的内容之一。但是绝大多数四合院都是民居不能参观，一些开放的名人故居成为了解四合院的主要途径。

### 名人故居
- 纪晓岚故居，位於西城区珠市口西大街241號。
- 崇礼故居，位於東城區東四六條63號、65號
- 婉容故居，位於東城區帽兒胡同35、37號。
- 茅盾故居，位于交道口后圆恩寺胡同13号。
- 鲁迅故居，位于阜成门内西三条21号鲁迅纪念馆院内。
- 老舍故居，位于东城区灯市口西街丰富胡同19号。
- 陳獨秀故居，位於东城区北池子大街箭杆胡同20号
- 郭沫若故居，位于什刹海前海西街。
- 梅兰芳故居，位于西城区护国寺街9号
- 奎俊故居，位於东城区沙井胡同15号
- 張廷閣故居，位於西城区西交民巷87号

### 四合院酒店
- 竹園賓館
- 呂松園賓館
- 北京閲微庄四合院賓館
- 好園賓館
- 中堂客桟

### 其他
另外，还有一批四合院被列为文物保护单位：
- 北新华街112号四合院
- 西城区西四北大街六条23号四合院
- 西城区西四北三条11号四合院
- 西城区西四北三条19号四合院
- 西城区前公用胡同15号四合院
- 东城区礼士胡同129号四合院
- 东城区内务部街11号四合院
- 东城区后圆恩寺胡同7号四合院
- 东城区国祥胡同2号四合院
- 东城区方家胡同13、15号四合院
- 东城区府学胡同36号四合院（包括交道口南大街小136号）
- 东城区新开路24号四合院
- 西堂子胡同25-37号四合院
- 帽儿胡同5号四合院
- 帽儿胡同11号四合院
- 美术馆东街25号四合院
- 东棉花胡同15号院及拱门砖雕
- 前鼓楼苑胡同7、9号四合院
- 鼓楼东大街255号四合院
- 黑芝麻胡同13号四合院
- 前永康胡同7号四合院

等等。